# اچ‌ام‌سی‌اس هلیفکس (کی۲۳۷)
اچ‌ام‌سی‌اس هَلیفَکس (کی۲۳۷) (به انگلیسی: HMCS Halifax (K237)) یک کشتی بود که طول آن ۲۰۵ فوت (۶۲٫۴۸ متر) بود. این کشتی در سال ۱۹۴۱ ساخته شد.